# نبوناصر (القرن السابع قبل الميلاد)
نبوناصر (كتابة مسمارية بابلية : نبو ناصر، وتعني "نابو (هو) الحامي") كان الكاهن الاعلى (شاتامو) لمعبد إينا في أوروك في عهد الملك الآشوري الحديث أسرحدون ( حكم 681-669 قبل الميلاد)، وموثقة على هذا النحو من 678 إلى 675 قبل الميلاد. ومن المرجح جدًا أن يكون والد نبوخذ نصر، حاكم أوروك, في عهد خليفة اسرحدون آشور بانيبال ( حكم 669-631 قبل الميلاد)، وجد نبوبولاسر (حكم 626-605 قبل الميلاد)، أول ملك للإمبراطورية البابلية الحديثة، مما يجعل نبوناصر السلف لسلالة الكلدانيين من الملوك البابليين.
بالإضافة إلى نبوخذ نصر، فمن المحتمل أن نبوناصر كان أيضًا والد بيل أوباليط، الذي سُجِّل كاهنا اعلى في نفس المعبد في عام 642 قبل الميلاد، وزميل بيل أوباليط وشقيقه، نبوشابشي.
من الممكن ان عائلة نبوناصر اتية من عائلة اوروكية بارزة, حيث كان كبار المسؤولين في المدن البابلية يميلون إلى القدوم من عدد محدود من العائلات داخل مدنهم.